# Fosfatidilcolina 12-monoossigenasi
La fosfatidilcolina 12-monoossigenasi è un enzima appartenente alla classe delle ossidoreduttasi, che catalizza la seguente reazione:
1-acil-2-oleoil-sn-glicero-3-fosfocolina + NADH + H+ + O2 ⇄ 1-acil-2-[(S)-12-idrossioleoil]-sn-glicero-3-fosfocolina + NAD+ + H2O